# Kommissar Klefisch
Kommissar Klefisch ist eine sechsteilige Krimiserie, die ab Januar 1990 erstmals im Abendprogramm der ARD ausgestrahlt wurde. Produziert wurde sie vom Westdeutschen Rundfunk.

## Inhalt
Kriminalkommissar Michael „Mike“ Döpper hat Probleme mit einem Verdächtigen, der Aussagen nur gegenüber dem pensionierten Hauptkommissar Hermann-Josef Klefisch, auch „Onkel“ genannt, machen will. So beginnt eine von Seiten Döppers zunächst widerwillig geduldete Zusammenarbeit zwischen den beiden Männern, wobei Klefisch im weiteren Verlauf häufig auf eigene Faust ermittelt, oft gegenteiliger Meinung mit Döpper ist und sich selbst auch in Gefahr begibt.

## Sonstiges
Ursprünglich war die erste Episode, Ein Fall für Onkel, als Geschenk zum 80. Geburtstag Willy Millowitschs gedacht, der sich gewünscht hatte, einmal eine Charakterrolle zu spielen. Da der Film beim Publikum positive Resonanz fand, wurden fünf weitere Folgen gedreht, die einmal jährlich (außer 1994) im Januar, um Millowitschs Geburtstag herum, gesendet wurden.
Dietmar Bär blieb dem Krimigenre treu und spielt seit 1997 an der Seite von Klaus J. Behrendt den Hauptkommissar Alfred „Freddy“ Schenk im Kölner Tatort. Für den hochbetagten Millowitsch war die Klefisch-Reihe die letzte Fernsehproduktion.
Die Reihe wurde unter dem Überbegriff „Kommissar Klefisch“ bekannt und wird unter diesem Titel als DVD und in anderen Formaten vertrieben, obwohl er weder im Vor- noch im Abspann verwendet wurde. Genannt wurde dort lediglich der Titel der jeweiligen Folge.

## Filmkritik
Über den ersten, 1990 in der ARD ausgestrahlten 90-minütigen Kriminalfilm der Klefisch-Reihe Ein Fall für Onkel befindet der Filmdienst: „Ein düsterer, stimmig und atmosphärisch dicht inszenierter Fernseh-Krimi, der ohne größere Action auskommt, Wert auf leise Zwischentöne legt und vor allem von der Ausstrahlung des Volksschauspielers Willy Millowitsch lebt.“ Den Protagonisten Klefisch in der zweiten Episode Dienstvergehen beschreibt der Filmdienst als „einen erfahrenen Kölner Kommissar im Ruhestand, dessen Humor und Fingerspitzengefühl gefragt sind, wenn die herkömmlichen Ermittlungsmethoden versagen“.

## Episodenliste
| Nr. | Episodentitel             | Regie                          | Drehbuch               | Erstausstrahlung | Erstausstrahlung |
| Nr. | Episodentitel             | Regie                          | Drehbuch               | Das Erste        |                  |
| --- | ------------------------- | ------------------------------ | ---------------------- | ---------------- | ---------------- |
| 1 | Ein Fall für Onkel        | Ulrich Stark                   | Hans Werner Kettenbach | 7. Januar 1990   |                  |
| Der Stadtstreicher Rudi findet die Leiche eines ermordeten Trödlers. Aussagen will er nur gegenüber dem so genannten „Onkel“, dem pensionierten Hauptkommissar Hermann-Josef Klefisch, machen. Klefisch hält Rudi für unschuldig, im Gegensatz zu dem jungen Kommissar Mike Döpper, der Rudi festnimmt. Daraufhin beginnt Klefisch ohne Wissen Döppers eigene Ermittlungen anzustellen. Episodendarsteller (Auswahl): Heinz Schubert, Anaid Iplicjian, Samy Orfgen, Erika Skrotzki, Hermann Lause, Peter Bongartz, Heinz Meier, Matthias Ponnier, Josef Meinertzhagen, Gisela Zülch |                           |                                |                        |                  |                  |
| 2 | Dienstvergehen            | Wolf Dietrich, Gabriela Zerhau | Hans Werner Kettenbach | 9. Januar 1991   |                  |
| Durch den Tipp eines Ganoven erhält Klefisch Kenntnis vom Aufenthaltsort des flüchtigen Bankräubers Terboven, bei dessen Tat seinerzeit ein Angestellter erschossen wurde. Als Döpper Terboven verhaften will, ist der bereits getürmt. Dagegen nimmt Terbovens Freundin Karin Kontakt zu Döpper auf, der den Verdacht hegt, bei ihr könne es sich um den bislang unbekannten Komplizen Terbovens handeln. Klefisch hingegen versucht, diesen Verdacht zu entkräften. Episodendarsteller (Auswahl): Tilo Prückner, Christian Berkel, Beate Jensen, Christoph M. Ohrt, Eva Maria Bauer, Mario Adorf, Hansa Czypionka, Teresa Harder, Hanns Dieter Hüsch, Peter Millowitsch |                           |                                |                        |                  |                  |
| 3 | Ein unbekannter Zeuge     | Kaspar Heidelbach              | Hans Werner Kettenbach | 8. Januar 1992   |                  |
| Der Unternehmer Hagen Borchert wird erpresst. Gefordert wird der Verkauf seines Unternehmens, das er seinerzeit nur durch Unterschlagung einer wertvollen Münzsammlung hat aufbauen können. Der Erpresser wird bei der Firma Intec vermutet, die ein Auge auf Borcherts Unternehmen geworfen hat. Klefisch macht im Zuge seiner Ermittlungen Bekanntschaft mit einer alten Dame, die den rechtmäßigen Besitzer der Sammlung kannte. Döpper warnt indessen den pensionierten Kommissar vor weiteren Recherchen, denn ein Mordfall scheint in direktem Zusammenhang mit der Erpressung zu stehen. Episodendarsteller (Auswahl): Wolf-Dietrich Berg, Michael Brandner, Gisela Trowe, Walter Giller, Ernst H. Hilbich, Heike Faber, Gert Haucke, Leonard Lansink, Ludwig Hansmann, Brigitte Grothum, Jochen Senf |                           |                                |                        |                  |                  |
| 4 | Tod am Meer               | Kaspar Heidelbach              | Hans Werner Kettenbach | 27. Januar 1993  |                  |
| Klefisch soll zwischen Jens Heiderscheidt und dessen Großvater, einem Kölner Gemüsegroßhändler, vermitteln, der seine 30 Jahre jüngere Sekretärin Cilly geheiratet hat. Doch der unerwartete Tod des Kaufmanns macht Klefisch einen Strich durch die Rechnung. Jens beschuldigt nun Cilly, am Tod seines Großvaters nicht unschuldig zu sein, was diese von sich weist. In seiner Ratlosigkeit folgt Klefisch der Witwe in deren Feriendomizil an der nordfranzösischen Küste. Episodendarsteller (Auswahl): Sabine Kaack, Walter Buschhoff, Florian Fitz, Eberhard Feik, Ruth Brück, Martina Gedeck, Mariele Millowitsch |                           |                                |                        |                  |                  |
| 5 | Klefischs schwerster Fall | Wolf Dietrich                  | Hans Werner Kettenbach | 18. Januar 1995  |                  |
| Karl Mähling, ein Freund Klefischs, wird erst die Wohnung verwüstet, dann wird er überfallen und zusammengeschlagen. Dies ist nicht der einzige Fall, in dem die Immobilienfirma City Futura versucht, Mieter aus ihren Wohnungen zu drängen. Auch Klefisch selbst bekommt Besuch vom Chef der Firma. Als dieser am Abend vor seinem Haus erschossen wird, übernimmt Döpper die Ermittlungen. Klefisch ahnt bald, wer als Täter in Frage kommt. Episodendarsteller (Auswahl): Wolfgang Wahl, Hans Heller, Karlheinz Lemken, Karin Eickelbaum, Beate Jensen, Eva Maria Bauer, Christof Wackernagel, Ben Hecker, Hannes Kaetner, Gefion Helmke, Alf Marholm |                           |                                |                        |                  |                  |
| 6 | Vorbei ist vorbei         | Wolf Dietrich                  | Hans Werner Kettenbach | 7. Januar 1996   |                  |
| Klefisch sieht sich gezwungen, einen alten Fall wieder aufzunehmen, als beim Überfall auf ein Restaurant Fibbes Kolzem niedergeschossen wird, den Klefisch vor vielen Jahren hinter Gitter gebracht hat. Als auch noch Kolzems ehemaliger und seinerzeit untergetauchter Komplize auftaucht, wird dem Hauptkommissar a. D. sehr schnell klar, dass hier die Schutzgeldmafia ihre Finger im Spiel hat. Episodendarsteller (Auswahl): Mario Adorf, Dietmar Schönherr, Anja Schüte, Eva Maria Bauer, Elisabeth Endriss, Ben Hecker, Gisela Keiner, Michael Brandner, Uwe Rohde, Gisela Zülch, Ernst-August Schepmann, Christian Tasche, Jean-Pierre Le Roy |                           |                                |                        |                  |                  |